# Öravattnet, Medelpad
Öravattnet är en sjö i Sundsvalls kommun i Medelpad och ingår i Selångersåns huvudavrinningsområde. Sjön har en area på 0,109 kvadratkilometer och ligger 253,1 meter över havet. Sjön avvattnas av vattendraget Bybäcken.

## Delavrinningsområde
Öravattnet ingår i det delavrinningsområde (692996-156182) som SMHI kallar för Utloppet av Öravattnet. Medelhöjden är 275 meter över havet och ytan är 2,1 kvadratkilometer. Det finns inga avrinningsområden uppströms utan avrinningsområdet är högsta punkten. Bybäcken som avvattnar avrinningsområdet har biflödesordning 2, vilket innebär att vattnet flödar genom totalt 2 vattendrag innan det når havet efter 25 kilometer. Avrinningsområdet består mestadels av skog (70 procent). Avrinningsområdet har 0,11 kvadratkilometer vattenytor vilket ger det en sjöprocent på 5,2 procent.